# 富山県道43号富山上滝立山線

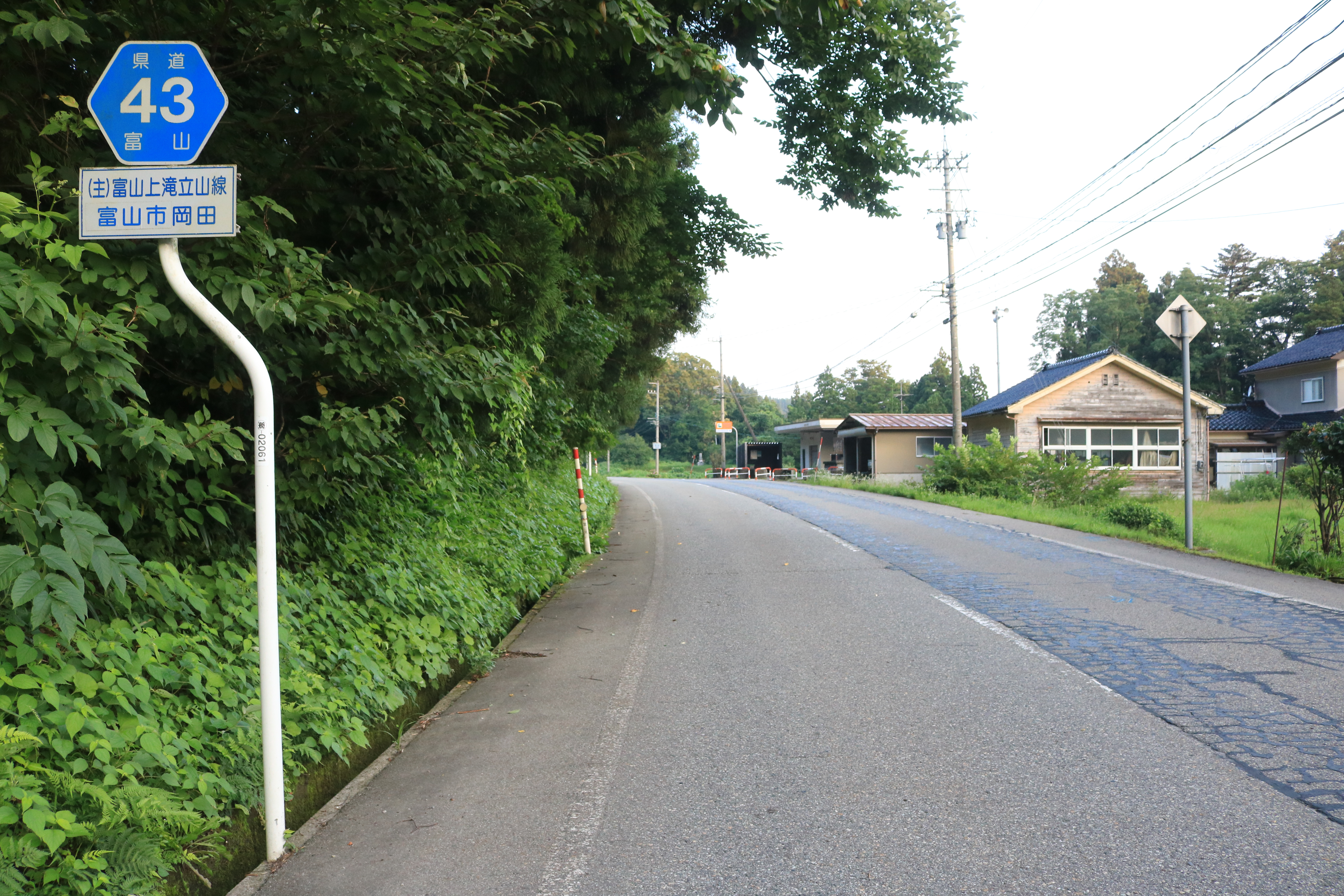
富山県道43号富山上滝立山線、富山市岡田にて

富山県道43号富山上滝立山線（とやまけんどう43ごう とやまかみだきたてやません）とは、富山県富山市と中新川郡立山町を結ぶ県道（主要地方道）である。

## 概要

### 路線データ
- 起点：富山県富山市荒町（国道41号交点）
- 終点：富山県中新川郡立山町芦峅寺（富山県道6号富山立山公園線交点）

## 歴史
- 1976年（昭和51年）4月1日 - 建設省（現・国土交通省）が主要地方道に指定。
- 1977年（昭和52年） - 富山県が路線認定。
- 1993年（平成5年）5月11日 - 建設省から、主要県道富山上滝立山線が富山上滝立山線として主要地方道に再指定される[1]。
- 1995年（平成7年）7月21日 - 上滝 - 才覚地区間が開通[2]。
- 1999年（平成11年）12月22日 - 富山地方鉄道上滝線をアンダーパスする小杉地下道路が完成[3]。

## 路線状況

### 別名
- 桜橋電車通り（富山市） 荒町交差点で接続している富山県道22号富山停車場線とともに愛称として命名されている。かつては黄金通りという愛称であった。

### 重複区間
- 富山県道65号富山大沢野線（富山市小杉 地内）
- 富山県道35号立山山田線（富山市三室荒屋・三室荒屋交差点 - 富山市上滝・大川寺前交差点）
- 富山県道170号弘法称名立山停車場線（中新川郡立山町千寿ケ原 - 芦峅寺）

## 地理

### 通過する自治体
- 富山市
- 中新川郡立山町

### 交差する道路
- 国道41号・富山県道22号富山停車場線（富山市荒町、起点）
- 富山県道6号富山立山公園線（富山市堤町通り・西町交差点）
- 富山県道179号三室荒屋富山線（富山市西中野本町）
- 富山県道3号富山立山魚津線（富山市西中野本町）
- 富山県道317号下掛尾堀川小泉線（富山市小泉町）
- 富山県道188号東猪谷富山線（富山市大町）
- 富山県道56号富山環状線（富山市堀）
- 富山県道65号富山大沢野線（富山市小杉）
- 富山県道65号富山大沢野線（富山市小杉）
- 富山県道187号荒屋敷月岡町線（富山市月岡町）
- 富山県道183号大沢野大山線（富山市田畠）
- 富山県道179号三室荒屋富山線（富山市三室荒屋）
- 富山県道35号立山山田線・富山県道180号上滝停車場線（富山市三室荒屋・三室荒屋交差点）
- 富山県道180号上滝停車場線（富山市中滝）
- 富山県道35号立山山田線・富山県道174号上滝山室線（富山市上滝・大川寺前交差点）
- 富山県道182号原千垣停車場線（富山市小見）
- 富山県道67号宇奈月大沢野線（富山市原）
- 富山県道6号富山立山公園線（中新川郡立山町芦峅寺、終点）

## 主要橋梁
- 真川大橋
- 藤橋